# Камарнейра
Камарнейра (порт. Camarneira; МФА: [kɐ.maɾ.ˈnɐj.ɾɐ]) — парафія в Португалії, у муніципалітеті Кантаньєде. Розташована в західній частині країни, на теренах історичної португальської провінції Бейра. Входить до складу округу Коїмбра. За адміністративним поділом, чинним до 1976 року, терени парафії були складовою провінції Берегова Бейра. Належить до Коїмбрської діоцезії Католицької церкви. Патрон — Діва Марія. Площа — 7,8739 км². Населення — 824 ос. (2011). Слабо урбанізований регіон. Густота населення — 104,65 осіб/км²
. Код — 060219.

## Населення
| 2001 | 2011 |
| 870  | 824  |